# Caldo verde
Il caldo verde (letteralmente: "brodo verde") è una zuppa a base di couve-galega, una varietà acefala del cavolo, tipica della Regione Nord del Portogallo, ma molto diffusa e utilizzata in tutto il paese, così come nei paesi di lingua portoghese, e in particolare in Brasile, dove rimane uno degli ingredienti principe della cucina del Minas Gerais. Si tratta di una zuppa mediamente spessa, di colore predominantemente verde, dato che il cavolo è tagliato in listarelle molto sottili. La densità del brodo è data dalla presenza delle patate schiacciate.

## Descrizione
Considerando che si tratta di una preparazione semplice e leggera, si serve all'inizio di un pranzo o per una cena fuori orario. Per assaporarlo pienamente, il caldo verde si serve in tazza o zuppiera di terracotta, accompagnato da pane di mais, di segale o dal pane di Avintes e si aggiungono - nel brodo - varie fette di salpicão o di salame di colorau, che lo rendono ancora più appetitoso.
Secondo la ricetta originale, deve sempre essere accompagnato da un buon vino verde rosso, anch'esso servito in terracotta, che si associa perfettamente a questa preparazione.